# میمون خونخوار
میمون خونخوار (انگلیسی: Blood Monkey) یک فیلم ویدئویی ترسناک به کارگردانی رابرت یانگ است که در سال ۲۰۰۷ منتشر شد.

## بازیگران
- اف. موری آبراهام
- مت رایان
- ایمی منسن
- مت ریوز
- لورا ایکمن
- سباستین ارمستو